# CD151
CD151 (англ. CD151 molecule (Raph blood group)) – білок, який кодується однойменним геном, розташованим у людей на короткому плечі 11-ї хромосоми. Довжина поліпептидного ланцюга білка становить 253 амінокислот, а молекулярна маса — 28 295.
| 10         |  | 20         |  | 30         |  | 40         |  | 50         |
| ---------- |  | ---------- |  | ---------- |  | ---------- |  | ---------- |
| MGEFNEKKTT |  | CGTVCLKYLL |  | FTYNCCFWLA |  | GLAVMAVGIW |  | TLALKSDYIS |
| LLASGTYLAT |  | AYILVVAGTV |  | VMVTGVLGCC |  | ATFKERRNLL |  | RLYFILLLII |
| FLLEIIAGIL |  | AYAYYQQLNT |  | ELKENLKDTM |  | TKRYHQPGHE |  | AVTSAVDQLQ |
| QEFHCCGSNN |  | SQDWRDSEWI |  | RSQEAGGRVV |  | PDSCCKTVVA |  | LCGQRDHASN |
| IYKVEGGCIT |  | KLETFIQEHL |  | RVIGAVGIGI |  | ACVQVFGMIF |  | TCCLYRSLKL |
| EHY        |  |            |  |            |  |            |  |            |

A: Аланін

C: Цистеїн

D: Аспарагінова кислота

E: Глутамінова кислота

F: Фенілаланін

G: Гліцин

H: Гістидин

I: Ізолейцин

K: Лізин

L: Лейцин

M: Метіонін

N: Аспарагін

P: Пролін

Q: Глутамін

R: Аргінін

S: Серин

T: Треонін

V: Валін

W: Триптофан

Локалізований у мембрані.